# 非介入性研究
非介入性研究（Unobtrusive research），或譯非侵入性研究、暗地調查法等，是一種社會科學研究方法。研究者在不驚動調查對象的前提下，進行資料蒐集工作，從而避免「主體反應」（subject reaction）問題。在社會科學領域，由於研究對象是人，人們得知自己成為研究對象後，往往會試圖迎合研究者，而做出非預期或非常態行為，影響研究結果。為了避免這種情況發生，研究者改以不驚動研究對象的方法蒐集資料，包括隱瞞身分以便進入特定場域、分析研究對象的公開資訊，或暗中記錄研究對象的行為等。:424
非介入性研究這一概念，最早由美國社會學家尤金·韋伯等人於1966年在《非介入性方法：社會科學的非反應性研究》（Unobtrusive Measures: nonreactive research in the social sciences）這本書中提出。在這本書裡，韋伯等人藉由觀察人們留下的線索進行調查。舉例來說，要知道博物館裡最受歡迎的展覽品為何，比起發放問卷，觀察展覽品前地毯的磨損程度，也許更能反映真實情況。:424-425如同其它研究方法，非介入性方法同樣要面對信度與效度的問題；研究者並非隨意觀察，而是透過嚴謹的研究設計來瞭解社會行為。:425
常見的非介入性研究，包括內容分析法、分析一手統計資料、比較研究法與歷史研究法等。